# 申昇瓚
申昇瓚（：／ Shin Seung Chan，1994年12月6日—），韓国女子羽毛球運動員。

## 簡歷

### 2010年-2012年 青年最强霸主及国际赛夺冠
2010年4月，申昇瓚參加墨西哥瓜達拉哈拉舉行的世界青年羽毛球錦標賽，奪得混合團體亞軍。同年11月，她与李紹希出战韓國羽毛球大獎賽，在女双準决赛以1比2（17-21、22-20、10-21）不敌师姐的嚴惠媛/金荷娜。
2011年10月，申昇瓚参加臺灣桃園举办的世界青年羽毛球錦標賽，奪得混合團體亞軍及女雙項目冠軍（夥拍：李紹希）。同年12月，她与李紹希出战土耳其羽毛球國際賽，在女双準决赛以0比2（17-21、20-22）不敌队友的崔아름/柳晛榮。
2012年6月，申昇瓚参加本国举办的亚洲青年羽毛球錦標賽，奪得混合團體季軍及女雙項目冠軍（夥拍：李紹希）。同年10月，她参加日本千葉縣举办的世界青年羽毛球錦標賽，奪得混合團體季軍及女雙項目冠軍（夥拍：李紹希）。同年11月，她与李紹希出战冰島羽毛球國際賽，在女双决赛以2比0（21-18、21-16）击败了队友的高我羅/柳海媛，夺得其首个国际赛女双冠军。同期11月，她与李紹希出战挪威羽毛球國際賽，在女双準决赛以0比2（16-21、16-21）不敌赛会头号种子、荷兰强档的塞莱娜·皮克/伊里斯·塔博林。同样11月，她与李紹希出战蘇格蘭羽毛球國際賽，在女双準决赛以1比2（21-8、18-21、20-22）不敌赛会2号种子、日本强档的米元小春/三木佑里子。同年12月，她分别与李紹希以及姜志旭出战印度羽毛球國際挑戰賽，在女双决赛以2比1（19-21、21-13、21-17）击败了赛会2号种子、印度的阿帕娜·巴兰/斯基·雷迪，赢得冠军；而混双準决赛以1比2（21-16、16-21、13-21）不敌赛会头号种子、印尼强档的伊尔凡·法蒂拉赫/维尼·安格莱尼。同期12月，她分别与李紹希以及姜志旭出战印度羽毛球黃金大獎賽，在女双準决赛以1比2（21-12、18-21、19-21）不敌赛会2号种子、泰国强档的沙威丽·阿米达拜/沙西丽·德拉达那猜；而混双準决赛以0比2（14-21、17-21）不敌赛会2号种子、印尼强档的弗兰·库尔尼亚万·邓/申迪·普斯帕·伊拉瓦蒂。

### 2013年-2014年 大奖赛夺冠
2013年3月，申昇瓚与李紹希出战瑞士羽毛球黃金大獎賽，在女双决赛以0比2（21-23、16-21）不敌赛会3号种子、师姐的鄭景銀/金荷娜，赢得亚军。同年7月，她代表韓國出戰俄羅斯喀山舉行的世界大學生運動會羽毛球比賽，贏得混合團體金牌和女子雙打銅牌。同年8月，她參加中國廣州舉行的世界羽毛球錦標賽，與李紹希以13號種子身分出戰女子雙打項目。她們首圈輪空，第二圈即以2比1擊敗馬來西亞組合晉級；但在第三圈就以0比2（7-21、3-21）大敗給頭號種子、中國的王晓理/于洋，16強止步。同年9月，她分别与李紹希以及李龍大出战中華台北羽毛球黃金大獎賽，在女双决赛因自己选择退赛，赢得亚军；而混双準决赛以0比2（12-21、18-21）不敌队友的柳延星/嚴惠媛。
2014年6月，申昇瓚与奥运冠军的李龍大出战印尼羽毛球首要超級賽，在混双準决赛以0比2（18-21、15-21）不敌赛会4号种子、丹麦强档的约金·费舍尔·尼尔森/克里斯汀娜·彼德森。同年8月，她参加丹麦哥本哈根舉行的世界羽毛球錦標賽，她和李紹希出戰女子双打項目。她與李紹希以16號種子身分出戰，故在首圈輪空；在次圈以2比0（21-12、21-16）横扫印尼的苏琪·里基·安迪妮/蒂亚拉·罗萨莉娅·努莱达赫；在第三圈直落两局以2比0（21-14、21-15）爆冷击败了赛会3号种子、日本强档的松友美佐紀/高橋禮華；八强中，鏖战三局以2比1（21-11、16-21、21-10）拿下赛会6号种子、国家队的張藝娜/金昭映；四强中，面对赛会5号种子、中国的田卿/赵芸蕾，直落两局以0比2（13-21、10-21）不敌对手，赢得世锦赛女双季军。同年11月，她分别与李紹希以及催率圭出战韓國羽毛球大獎賽，在女双决赛因对方选择退赛，夺得其首个国际大獎賽的女双冠军；而混双决赛因对手选择退赛，夺得其首个国际大獎賽的混双冠军。

### 2015年 世大運三冠王及黃金大獎賽夺冠
2015年7月，申昇瓚代表韓國（建國大學校）出戰韓國光州市舉行的世界大學生運動會羽毛球比賽，贏得混合團體、女子雙打及混合雙打三面金牌。同年9月，她开始与国家队的金基正出战日本羽毛球超級賽，在混双準决赛以0比2（19-21、16-21）不敌赛会5号种子、丹麦强档的约金·费舍尔·尼尔森/克里斯汀娜·彼德森。同期9月，她与师姐的鄭景銀出战韓國羽毛球超級賽，在女双準决赛以0比2（14-21、13-21）不敌队友的張藝娜/李紹希。同年10月，她陆续与鄭景銀出战丹麥羽毛球首要超級賽，在女双因对方选择弃赛，赢得羽球生涯中第一座首要超級賽的女双冠军。同年11月，她分别与鄭景銀以及金基正出战韓國羽毛球大師賽，在女双决赛以1比2（7-21、21-16、19-21）不敌赛会5号种子、队友的張藝娜/李紹希，赢得亚军；而混双準决赛以0比2（18-21、17-21）不敌赛会5号种子、队友的申白喆/蔡侑玎。同期11月，她与鄭景銀出战澳門羽毛球黃金大獎賽，在女双决赛先失一局，次局因对手的潘樂恩/謝影雪途中退出，惊险赢得冠军。同年12月，她与鄭景銀出战美國羽毛球大獎賽，在女双决赛以2比1（24-22、18-21、21-12）击败了队友的張藝娜/李紹希，赢得冠军。

### 2016年 里约奥运夺铜及超级賽夺冠
2016年1月，申昇瓚与鄭景銀出战印度羽毛球黃金大獎賽，在女双决赛以2比0（21-15、21-13）击败了赛会3号种子、荷兰强档的埃菲耶·穆斯肯斯/塞莱娜·皮克，赢得冠军。同年2月，她与鄭景銀出战泰國羽毛球大師賽，在女双準决赛以0比2（10-21、17-21）不敌赛会3号种子、中国的田卿/赵芸蕾。同年4月，她与鄭景銀出战馬來西亞羽毛球首要超級賽，在女双决赛以0比2（11-21、17-21）不敌赛会5号种子、中国的唐渊渟/于洋，赢得亚军。同期4月，她与鄭景銀出战新加坡羽毛球超級賽，在女双準决赛以0比2（18-21、13-21）不敌赛会2号种子、印尼强档的尼蒂娅·克里欣达·马赫斯瓦里/格雷西娅·波利。同年8月，她第一次代表韩国出戰巴西里約熱內盧舉行的奥林匹克运动会羽毛球比賽女子双打項目，與鄭景銀以1號種子身分出戰。她們在小組賽階段先後擊敗美国的李意恒/宝拉·琳·奥巴娜娜和中国的骆赢/骆羽，唯一只输给了丹麦的克里斯汀娜·彼德森/卡米拉·吕特·尤尔，以赛会4號種子和小组次名晉級八强。半準決賽，申昇瓚和鄭景銀面荷兰的埃菲耶·穆斯肯斯/塞莱娜·皮克，鏖战三局以2比1（21-13、20-22、21-14）拿下对手。準決賽，面对赛会头号种子、日本的松友美佐紀/高橋禮華，直落两局以0比2（16-21、15-21）不敌对手；而在争夺銅牌賽以2比0（21-8、21-17）轻取赛会2号种子、中国的唐渊渟/于洋，夺得一枚奥运女子双打铜牌。同年9月，她与鄭景銀出战韓國羽毛球超級賽，在女双决赛以2比0（21-13、21-11）横扫赛会3号种子、中国的骆赢/骆羽，赢得冠军。同年10月，她与鄭景銀出战丹麥羽毛球首要超級賽，在女双决赛以1比2（21-19、11-21、16-21）不敌赛会头号种子、奥运冠军的松友美佐紀/高橋禮華，赢得亚军。同年12月，她与鄭景銀出战韓國羽毛球大師賽，在女双决赛以2比0（21-14、21-14）击败了赛会6号种子、队友的蔡侑玎/金昭映，赢得冠军。

### 2017年-2018年 首要超級賽夺冠
2017年3月，申昇瓚与鄭景銀出战全英羽毛球首要超級賽，在女双準决赛以0比2（16-21、13-21）不敌赛会2号种子、丹麦强档的克里斯汀娜·彼德森/卡米拉·吕特·尤尔。同期3月，她与鄭景銀出战印度羽毛球超級賽，在女双準决赛以1比2（16-21、21-19、22-24）不敌赛会7号种子、日本强档的田中志穗/米元小春。同年7月，她与后起之秀的金元昊出战加拿大羽毛球大獎賽，在混双决赛以2比0（21-19、21-16）赢得首次搭配的混双冠军。同期7月，她分别与李紹希以及金元昊出战美國羽毛球黃金大獎賽，在女双决赛以2比0（21-16、21-13）击败了赛会7号种子、日本强档的松本麻佑/永原和可那，赢得冠军；而混双决赛以1比2（21-16、14-21、11-21）不敌队友的徐承宰/金荷娜，赢得亚军。同年10月，她与李紹希出战丹麥羽毛球首要超級賽，在女双决赛以2比0（21-13、21-16）击败了赛会6号种子、日本强档的田中志穗/米元小春，赢得冠军。同期10月，她与李紹希出战法國羽毛球超級賽，在女双决赛以0比2（17-21、15-21）不敌印尼强档的格雷西娅·波利/阿普里亚尼·拉哈育，赢得亚军。同年11月，她分别与李紹希以及金元昊出战韓國羽毛球大師賽，在女双决赛以2比0（21-18、23-21）击败了队友的金昭映/孔熙容，赢得冠军；而混双準决赛以0比2（17-21、12-21）不敌赛会头号种子、队友的催率圭/蔡侑玎。
2018年1月，申昇瓚与李紹希出战馬來西亞羽毛球大師賽，在女双準决赛以0比2（15-21、18-21）不敌赛会3号种子、丹麦强档的卡米拉·吕特·尤尔/克里斯汀娜·彼德森。同期1月，她与李紹希出战印尼羽毛球大師賽，在女双準决赛以1比2（11-21、21-17、17-21）不敌赛会8号种子、印尼强档的格雷西娅·波利/阿普里亚尼·拉哈育。同年2月，她代表韩国参加马来西亚亞羅士打举办的亞洲羽毛球團體錦標賽，助球队赢得女子團體季军。同年5月，她代表韩国参加泰國曼谷举办的優霸盃，助韩国女队赢得季军。同年10月，她与李紹希出战法國羽毛球公開賽，在女双準决赛以1比2（21-15、15-21、15-21）不敌保加利亚强档的加夫列拉·斯托伊娃/斯蒂法尼·斯托伊娃。同年11月，她与李紹希出战中國福州羽毛球公開賽，在女双决赛以2比0（23-21、21-18）击败了赛会5号种子、新科世锦赛冠军的松本麻佑/永原和可那，赢得国际赛女双冠军。同期11月，她与李紹希出战香港羽毛球公開賽，在女双决赛以0比2（18-21、17-21）不敌赛会头号种子、世界第一的福島由紀/廣田彩花，赢得亚军。同样11月，她分别与李紹希以及催率圭出战韓國羽毛球大師賽，在女双决赛以0比2（14-21、17-21）不敌赛会3号种子、师姐的張藝娜/鄭景銀，赢得亚军；而混双决赛以1比2（12-21、21-15、18-21）不敌前辈的高成炫/嚴惠媛，赢得亚军。同年12月，她代表韩国参加中国廣州举办的世界羽聯世界巡迴賽總決賽，她和李紹希以赛会5号种子被安排在B组女双圈里；在小组赛阶段中分别击败了泰国强档的宗功攀·吉迪特拉恭/拉溫達·巴宗哉以及保加利亚强档的加夫列拉·斯托伊娃/斯蒂法尼·斯托伊娃，唯有输给了新科世锦赛冠军的松本麻佑/永原和可那，依然以小组第二出线；在準決賽以2比0（21-13、21-13）拿下新科世锦赛冠军的松本麻佑/永原和可那；在决赛以0比2（12-21、20-22）不敌奥运冠军的松友美佐紀/高橋禮華，赢得总决赛女双亚军。

### 2021年 出戰2020東京奧運
2021年7月，与李紹希出战2020年東京奧運羽球女子雙打比賽，以C組第一名晉級八強賽，於八強賽以2比0（21-8、21-17）擊敗荷蘭組合塞萊娜·皮克/謝麗爾·塞爾寧晉級四強，於四強賽以0比2（19-21、17-21）不敵印尼組合格雷西婭·波利/阿普里亞尼·拉哈育，後在銅牌戰不敵隊友金昭映/孔熙容，以0比2（10-21、17-21）獲第四名。

## 主要比賽成績
只列出曾進入準決賽的國際賽事成績：
| 年份   | 賽事                     | 公開賽級別 | 項目     | 拍檔   | 成績   |
| ------ | ------------------------ | ---------- | -------- | ------ | ------ |
| 2008年 | 亚洲青年羽毛球錦標賽     | 其他       | 混合團體 | －     | 亞軍   |
| 2010年 | 世界青年羽毛球錦標賽     | 其他       | 混合團體 | －     | 亞軍   |
| 2010年 | 韓國羽毛球大獎賽         | 大獎賽     | 女子雙打 | 李紹希 | 準決賽 |
| 2011年 | 世界青年羽毛球錦標賽     | 其他       | 女子雙打 | 李紹希 | 冠軍   |
| 2011年 | 世界青年羽毛球錦標賽     | 其他       | 混合團體 | －     | 亞軍   |
| 2011年 | 土耳其羽毛球國際賽       | 國際系列賽 | 女子雙打 | 李紹希 | 準決賽 |
| 2012年 | 亞洲青年羽毛球錦標賽     | 其他       | 混合團體 | －     | 準決賽 |
| 2012年 | 亞洲青年羽毛球錦標賽     | 其他       | 女子雙打 | 李紹希 | 冠軍   |
| 2012年 | 世界青年羽毛球錦標賽     | 其他       | 混合團體 | －     | 準決賽 |
| 2012年 | 世界青年羽毛球錦標賽     | 其他       | 女子雙打 | 李紹希 | 冠軍   |
| 2012年 | 冰島羽毛球國際賽         | 國際系列賽 | 女子雙打 | 李紹希 | 冠軍   |
| 2012年 | 挪威羽毛球國際賽         | 國際挑戰賽 | 女子雙打 | 李紹希 | 準決賽 |
| 2012年 | 蘇格蘭羽毛球國際賽       | 國際挑戰賽 | 女子雙打 | 李紹希 | 準決賽 |
| 2012年 | 印度羽毛球國際挑戰賽     | 國際挑戰賽 | 女子雙打 | 李紹希 | 冠軍   |
| 2012年 | 印度羽毛球國際挑戰賽     | 國際挑戰賽 | 混合雙打 | 姜志旭 | 準決賽 |
| 2012年 | 印度羽毛球黃金大獎賽     | 黃金大獎賽 | 女子雙打 | 李紹希 | 準決賽 |
| 2012年 | 印度羽毛球黃金大獎賽     | 黃金大獎賽 | 混合雙打 | 姜志旭 | 準決賽 |
| 2013年 | 瑞士羽毛球黃金大獎賽     | 黃金大獎賽 | 女子雙打 | 李紹希 | 亞軍   |
| 2013年 | 世界大學運動會羽毛球比賽 | 其他       | 混合團體 | －     | 金牌   |
| 2013年 | 世界大學運動會羽毛球比賽 | 其他       | 女子雙打 | 李紹希 | 铜牌   |
| 2013年 | 中華台北羽毛球黃金大獎賽 | 黃金大獎賽 | 女子雙打 | 李紹希 | 亞軍   |
| 2013年 | 中華台北羽毛球黃金大獎賽 | 黃金大獎賽 | 混合雙打 | 李龍大 | 準決賽 |
| 2014年 | 印尼羽毛球首要超級賽     | 首要超級賽 | 混合雙打 | 李龍大 | 準決賽 |
| 2014年 | 世界羽毛球錦標賽         | 其他       | 女子雙打 | 李紹希 | 季軍   |
| 2014年 | 韓國羽毛球大獎賽         | 大獎賽     | 女子雙打 | 李紹希 | 冠軍   |
| 2014年 | 韓國羽毛球大獎賽         | 大獎賽     | 混合雙打 | 催率圭 | 冠軍   |
| 2015年 | 世界大學運動會羽毛球比賽 | 其他       | 混合團體 | －     | 金牌   |
| 2015年 | 世界大學運動會羽毛球比賽 | 其他       | 女子雙打 | 李紹希 | 金牌   |
| 2015年 | 世界大學運動會羽毛球比賽 | 其他       | 混合雙打 | 金基正 | 金牌   |
| 2015年 | 日本羽毛球超級賽         | 超級賽     | 混合雙打 | 金基正 | 準決賽 |
| 2015年 | 韓國羽毛球超級賽         | 超級賽     | 女子雙打 | 鄭景銀 | 準決賽 |
| 2015年 | 丹麥羽毛球首要超級賽     | 首要超級賽 | 女子雙打 | 鄭景銀 | 冠軍   |
| 2015年 | 法國羽毛球超級賽         | 超級賽     | 女子雙打 | 鄭景銀 | 準決賽 |
| 2015年 | 韓國羽毛球大師賽         | 大獎賽     | 女子雙打 | 鄭景銀 | 亞軍   |
| 2015年 | 韓國羽毛球大師賽         | 大獎賽     | 混合雙打 | 金基正 | 準決賽 |
| 2015年 | 澳門羽毛球黃金大獎賽     | 黃金大獎賽 | 女子雙打 | 鄭景銀 | 冠軍   |
| 2015年 | 美國羽毛球大獎賽         | 大獎賽     | 女子雙打 | 鄭景銀 | 冠軍   |
| 2016年 | 印度羽毛球黃金大獎賽     | 黃金大獎賽 | 女子雙打 | 鄭景銀 | 冠軍   |
| 2016年 | 泰國羽毛球大師賽         | 黃金大獎賽 | 女子雙打 | 鄭景銀 | 準決賽 |
| 2016年 | 亞洲羽毛球團體錦標賽     | 其他       | 女子團體 | －     | 季軍   |
| 2016年 | 馬來西亞羽毛球首要超級賽 | 首要超級賽 | 女子雙打 | 鄭景銀 | 亞軍   |
| 2016年 | 新加坡羽毛球超級賽       | 超級賽     | 女子雙打 | 鄭景銀 | 準決賽 |
| 2016年 | 優霸盃                   | 其他       | 女子團體 | －     | 亞軍   |
| 2016年 | 奧林匹克運動會羽毛球比賽 | 其他       | 女子雙打 | 鄭景銀 | 銅牌   |
| 2016年 | 韓國羽毛球超級賽         | 超級賽     | 女子雙打 | 鄭景銀 | 冠軍   |
| 2016年 | 丹麥羽毛球首要超級賽     | 首要超級賽 | 女子雙打 | 鄭景銀 | 亞軍   |
| 2016年 | 韓國羽毛球大師賽         | 大獎賽     | 女子雙打 | 鄭景銀 | 冠軍   |
| 2017年 | 全英羽毛球首要超級賽     | 首要超級賽 | 女子雙打 | 鄭景銀 | 準決賽 |
| 2017年 | 印度羽毛球超級賽         | 超級賽     | 女子雙打 | 鄭景銀 | 準決賽 |
| 2017年 | 新加坡羽毛球超級賽       | 超級賽     | 女子雙打 | 鄭景銀 | 準決賽 |
| 2017年 | 新加坡羽毛球超級賽       | 超級賽     | 混合雙打 | 金基正 | 準決賽 |
| 2017年 | 加拿大羽毛球大獎賽       | 大獎賽     | 混合雙打 | 金元昊 | 冠軍   |
| 2017年 | 美國羽毛球黃金大獎賽     | 黃金大獎賽 | 女子雙打 | 李紹希 | 冠軍   |
| 2017年 | 美國羽毛球黃金大獎賽     | 黃金大獎賽 | 混合雙打 | 金元昊 | 亞軍   |
| 2017年 | 丹麥羽毛球首要超級賽     | 首要超級賽 | 女子雙打 | 李紹希 | 冠軍   |
| 2017年 | 法國羽毛球超級賽         | 超級賽     | 女子雙打 | 李紹希 | 亞軍   |
| 2017年 | 韓國羽毛球大師賽         | 大獎賽     | 女子雙打 | 李紹希 | 冠軍   |
| 2017年 | 韓國羽毛球大師賽         | 大獎賽     | 混合雙打 | 金元昊 | 準決賽 |
| 2018年 | 馬來西亞羽毛球大師賽     | 超級500賽  | 女子雙打 | 李紹希 | 準決賽 |
| 2018年 | 印尼羽毛球大師賽         | 超級500賽  | 女子雙打 | 李紹希 | 準決賽 |
| 2018年 | 亞洲羽毛球團體錦標賽     | 其他       | 女子團體 | －     | 季軍   |
| 2018年 | 優霸盃                   | 其他       | 女子團體 | －     | 季軍   |
| 2018年 | 法國羽毛球公開賽         | 超級750賽  | 女子雙打 | 李紹希 | 準決賽 |
| 2018年 | 中國福州羽毛球公開賽     | 超級750賽  | 女子雙打 | 李紹希 | 冠軍   |
| 2018年 | 香港羽毛球公開賽         | 超級500賽  | 女子雙打 | 李紹希 | 亞軍   |
| 2018年 | 韓國羽毛球大師賽         | 超級300賽  | 女子雙打 | 李紹希 | 亞軍   |
| 2018年 | 韓國羽毛球大師賽         | 超級300賽  | 混合雙打 | 催率圭 | 亞軍   |
| 2018年 | 世界羽聯世界巡迴賽總決賽 | 總決賽     | 女子雙打 | 李紹希 | 亞軍   |
| 2019年 | 印尼羽毛球公開賽         | 超級1000賽 | 女子雙打 | 李紹希 | 準決賽 |
| 2019年 | 泰國羽毛球公開賽         | 超級500賽  | 女子雙打 | 李紹希 | 準決賽 |
| 2019年 | 韓國羽毛球公開賽         | 超級500賽  | 女子雙打 | 李紹希 | 亞軍   |
| 2019年 | 法國羽毛球公開賽         | 超級750賽  | 女子雙打 | 李紹希 | 冠軍   |
| 2019年 | 中國福州羽毛球公開賽     | 超級750賽  | 女子雙打 | 李紹希 | 亞軍   |
| 2019年 | 韓國羽毛球大師賽         | 超級300賽  | 女子雙打 | 李紹希 | 準決賽 |
| 2019年 | 世界羽聯世界巡迴賽總決賽 | 總決賽     | 女子雙打 | 李紹希 | 準決賽 |
| 2020年 | 亞洲羽毛球團體錦標賽     | 其他       | 女子團體 | －     | 亞軍   |
| 2020年 | 全英羽毛球公開賽         | 超級1000賽 | 女子雙打 | 李紹希 | 準決賽 |
| 2020年 | YONEX泰國羽毛球公開賽    | 超級1000賽 | 女子雙打 | 李紹希 | 準決賽 |
| 2020年 | TOYOTA泰國羽毛球公開賽   | 超級1000賽 | 女子雙打 | 李紹希 | 亞軍   |
| 2020年 | 世界羽聯世界巡迴賽總決賽 | 總決賽     | 女子雙打 | 李紹希 | 冠軍   |
| 2021年 | 奧林匹克運動會羽毛球比賽 | 其他       | 女子雙打 | 李紹希 | 第四名 |
| 2021年 | 蘇迪曼盃                 | 其他       | 混合團體 | －     | 季軍   |
| 2021年 | 優霸盃                   | 其他       | 女子團體 | －     | 季軍   |
| 2021年 | 丹麥羽毛球公開賽         | 超級1000賽 | 女子雙打 | 李紹希 | 亞軍   |
| 2021年 | 法國羽毛球公開賽         | 超級750賽  | 女子雙打 | 李紹希 | 冠軍   |
| 2021年 | 世界羽毛球錦標賽         | 其他       | 女子雙打 | 李紹希 | 亞軍   |
| 2022年 | 優霸盃                   | 其他       | 女子團體 | －     | 冠軍   |
| 2022年 | 印尼羽毛球公開賽         | 超級1000賽 | 女子雙打 | 李紹希 | 準決賽 |
| 2023年 | 越南羽毛球國際挑戰賽     | 國際挑戰賽 | 女子雙打 | 李幽琳 | 冠軍   |
| 2023年 | 大阪羽毛球國際挑戰賽     | 國際挑戰賽 | 女子雙打 | 李幽琳 | 冠軍   |
| 2023年 | 大阪羽毛球國際挑戰賽     | 國際挑戰賽 | 混合雙打 | 王燦   | 冠軍   |
| 2023年 | 北馬里亞納羽毛球公開賽   | 國際挑戰賽 | 女子雙打 | 李幽琳 | 亞軍   |
| 2023年 | 北馬里亞納羽毛球公開賽   | 國際挑戰賽 | 混合雙打 | 王燦   | 冠軍   |
| 2023年 | 塞班島羽毛球國際賽       | 國際挑戰賽 | 女子雙打 | 李幽琳 | 準決賽 |
| 2023年 | 台北羽球公開賽           | 超級300賽  | 女子雙打 | 李幽琳 | 冠軍   |
| 2024年 | 泰國羽毛球大師賽         | 超級300賽  | 女子雙打 | 李幽琳 | 準決賽 |
| 2024年 | 越南羽毛球國際挑戰賽     | 國際挑戰賽 | 女子雙打 | 李幽琳 | 準決賽 |
| 2024年 | 馬來西亞羽毛球大師賽     | 超級500賽  | 女子雙打 | 李幽琳 | 亞軍   |
| 2024年 | 韓國羽球公開賽           | 超級500賽  | 女子雙打 | 李幽琳 | 準決賽 |

| 2007-2017年 | 首要超級賽 | 超級賽 | 黃金大獎賽 | 大獎賽 | 國際挑戰賽 | 國際系列賽 | 未來系列賽 | 其他 |

| 2018-2026年 | 總決賽 | 超級1000賽 | 超級750賽 | 超級500賽 | 超級300賽 | 超級100賽 | 國際挑戰賽 | 國際系列賽 | 未來系列賽 | 其他 |

### 世界冠軍頭銜
申昇瓚在羽毛球生涯中共奪得1項羽毛球世界冠軍頭銜。
| 賽事   | 奪冠次數 | 年份               |
| ------ | -------- | ------------------ |
| 優霸盃 | 1        | 2022年（女子團體） |
| 總計   | 1        |                    |

### 奧運會和世錦賽參賽紀錄
|          | 搭檔   | 2013 | 2014 | 2015 | 2016 | 2017 | 2018 | 2019 | 2020   | 2021 | 2022 |
| -------- | ------ | ---- | ---- | ---- | ---- | ---- | ---- | ---- | ------ | ---- | ---- |
| 女子雙打 | 李紹希 | 16強 | 季軍 | 16強 | －   | －   | 16強 | 8強  | 第四名 | 亞軍 | 8強  |
| 女子雙打 | 鄭景銀 | －   | －   | －   | 銅牌 | 8強  | －   | －   | －     | －   | －   |
|          |        |      |      |      |      |      |      |      |        |      |      |
| 混合雙打 | 催率圭 | －   | －   | －   | －   | －   | －   | －   | －     | －   | 32強 |

## 主要对賽记录
申昇瓚與主要對手的對賽成績如下（只列出對賽三次或以上對手，截至2019年1月31日）：
女雙 - 李紹希
| 對手          | 對賽次數 | 對賽結果 | 對賽結果 | 總計 |
| 對手          | 對賽次數 | 勝       | 負       | 總計 |
| ------------- | -------- | -------- | -------- | ---- |
| 金荷娜 鄭景銀 | 4        | 1        | 3        | -2   |
| 金昭映 張藝娜 | 3        | 3        | 0        | +3   |
| 柳海媛 高我羅 | 3        | 3        | 0        | +3   |
| 鄭景銀 張藝娜 | 2        | 1        | 1        | ±0   |

| 對手                                             | 對賽次數 | 對賽結果 | 對賽結果 | 總計 |
| 對手                                             | 對賽次數 | 勝       | 負       | 總計 |
| ------------------------------------------------ | -------- | -------- | -------- | ---- |
| 松友美佐紀 高橋禮華                              | 9        | 5        | 4        | +1   |
| 福万尚子 與猶胡桃                                | 5        | 4        | 1        | +3   |
| 永原和可那 松本麻佑                              | 5        | 4        | 1        | +3   |
| 加夫列拉·斯托伊娃 斯蒂法尼·斯托伊娃              | 5        | 3        | 2        | +1   |
| 鄒美君 李明艷                                    | 4        | 3        | 1        | +2   |
| 于小含 黄雅琼                                    | 4        | 4        | 0        | +4   |
| 克里斯汀娜·彼德森 卡米拉·吕特·尤尔               | 4        | 0        | 4        | -4   |
| 格雷西娅·波利 阿普里亚尼·拉哈育                  | 4        | 1        | 3        | -2   |
| 張之博 王榮                                      | 3        | 3        | 0        | +3   |
| 阿米莉亚·艾丽西娅·安瑟利 宋佩珠                  | 3        | 3        | 0        | +3   |
| 田中志穗 米元小春                                | 3        | 2        | 1        | +1   |
| 英吉娅·西塔·阿凡达 尼·克图特·马哈德维·伊斯特拉尼 | 3        | 2        | 1        | +1   |
| 英吉娅·西塔·阿凡达 谢拉·德维·奥莉亚              | 3        | 2        | 1        | +1   |
| 米元小春 三木佑里子                              | 3        | 1        | 2        | -1   |

## 外部連結
- 申昇瓚在国际奥林匹克委员会的资料